# 오송생명과학단지
오송생명과학단지(五松生命科學團地)는 대한민국 충청북도 청주시 흥덕구 오송읍에 2010년 조성된 생명과학단지이다. 국내 최초로 기업체와 대학, 연구소, 국책기관이 연계되어 인력양성 및 연구개발, 인·허가, 제조, 판매에 이르기까지 모든 과정을 지원하도록 집적되었으며, 바이오 산업 전문 단지로서 대한민국 정부가 보건의료 및 생명과학기술 분야를 국가전략사업으로 육성하기 위해 추진한 것이다.
2009년 8월 대구 신서 혁신도시와 함께 첨단의료복합단지로 지정됨에 따라, 향후 30년간 총 5조 6,000억원이라는 천문학적인 정부 예산이 투입되어 세계적인 보건의료산업지역으로 자리매김할 예정이다. 첨단의료복합단지 지정에 따라 신약 개발지원센터 및 의료기기 개발센터, 임상시험센터 등 의료사업에 필수적인 기간시설들이 갖춰지게 되며 혁신신약과 첨단의료기기 개발등이 중점 육성될 예정이다.
오송생명과학단지는 바이오 의약품 연구개발, 오송화장품산업단지는 융합 바이오 소재 조제, 오송바이오산업단지는 바이오 의약품 소부장 제조를 담당한다.

## 역사
전체적인 생명과학단지 조성 사업은 1997년에 시작하여 2010년에 완성되었다. 식품의약품안전청(現 식품의약품안전처)과 질병관리본부(現 질병관리청)를 비롯한 6개 국책기관의 이전 공사는 2007년 착공되어 조성 사업이 끝나는 2010년 완료되었다. 기업의 연구개발과 산업화를 지원할 국립인체자원중앙은행, 전임상·임상시설 등 연구지원시설을 유치 또는 건립되었다. 그리고 KTX 경부고속선 오송역이 건설되었다. 호남고속선 분리역 지정과 오송제2단지 건립도 추진된다. 또한 단지에는 4,574세대 약 14,200명이 주거할 아파트와 단독주택이 건설 중이며, 이후 초·중·고등학교와 공공시설까지 들어서 주거형 첨단 복합단지로 자리매김 하게 된다.
첨단의료복합단지 지정과 함께 대한민국 정부는 이 지역을 조속한 시일 내 지정·고시한 뒤 연내 단지별 세부 조성계획 및 재원조달 방안 등을 마련, 2012년까지 단지가 완공되도록 할 계획이다. 오송 첨단의료복합단지 유치위원회는 기본설계를 거쳐 내년이면 첨복단지 주요 시설의 건축공사가 착공될 수 있어 머지않아 대한민국 보건의료산업의 수준을 세계적인 수준으로 끌어 올리는 데 기여할 것이라고 기대를 모으고 있으며, 충청북도는 오송 단지에 첨단의료복합단지를 유치하게 돼 앞으로 제약 회사나 바이오 업체들의 자발적인 투자가 예상된다고 밝혔다. 이 단지 내에 공장을 둔 많은 제약 회사 관계자들은 2010년에 오송보건의료행정타운에 입주한 식품의약품안전청을 비롯한 국책기관과 대학 및 연구기관 등과의 시너지 효과를 기대하고 있다. 첨단의료복합단지가 조성 사업 완료시 의료산업과 여타산업의 파급효과가 매우 클 것이고, 많은 인원의 고용창출이 전망되고 있다.

## 제1생명과학단지

### 국책 기관
6대 국책기관은 충청북도 청주시 흥덕구 오송생명2로 187 오송보건의료행정타운 내에 위치한다.
| 입주기관               | 관할 기관        | 기관 형태                             | 이전 사유            | 구 청사                                           |
| ---------------------- | ---------------- | ------------------------------------- | -------------------- | ------------------------------------------------- |
| 식품의약품안전처       | 보건복지부       | 보건복지부 산하 외청                  | 오송생명과학산업단지 | 서울특별시 은평구 녹번동 5(통일로 684)            |
| 국립보건연구원         | 보건복지부       | 보건복지부 질병관리본부 소속 기관     | 오송생명과학산업단지 | 서울특별시 은평구 녹번동 5(통일로 684)            |
| 질병관리본부           | 보건복지부       | 보건복지부 소속 기관                  | 혁신도시             | 서울특별시 은평구 녹번동 5(통일로 684)            |
| 한국보건산업진흥원     | 보건복지부       | 보건복지부 산하 위탁집행형 준정부기관 | 혁신도시             | 서울특별시 동작구 노량진2동 311-27(장승배기로 99) |
| 한국보건복지인력개발원 | 보건복지부       | 보건복지부 산하 위탁집행형 준정부기관 | 혁신도시             | 서울특별시 은평구 녹번동 5(통일로 684)            |
| 식품의약품안전평가원   | 식품의약품안전처 | 식품의약품안전처 소속 기관            | 혁신도시             | 서울특별시 은평구 녹번동 5(통일로 684)            |

### 입지 여건과 교통 시설
- 경부선과 호남선의 KTX 환승역인 오송역을 포함하고 있다.
- 청주국제공항이 약 17 km 거리에 위치해 있다.[11]

오송생명과학단지를 지원하기 위해 2011년 12월 30일 보건복지부 소속기관으로 오송생명과학단지지원센터가 설립되었다.

## 제3생명과학단지
흥덕구 오송읍 일원에 조성되며, 단일 면적은 4,139,753 m2 (44,559,930 ft2)로, 단일 면적 기준 충북에서 오창 국가산업단지에 이은 두 번째 규모의 국가산단에 해당한다. 원래 6,769,091 m2 (72,861,889 ft2) 규모로 추진이 시작되어 2020년 9월, 기획재정부 예비타당성 조사를 통과하였다. 하지만 이어진 예타에서 사업비 등의 이유로 면적이 축소되었다.
바이오 의약품 소재 부품 실증지원 테스트 베드 구축 사업이 산업통상자원부 소재 부품 산업기술개발기반 구축 사업에 최종 선정되었다. 충북도는 2028년까지 국비 200억 원 등 431억 8천만 원을 투입하여 소재·부품 성능 비교 시험 실증지원센터, 인공지능 기반 세포 배양 배지 개발 플랫폼, 소재·부품 성능 비교 시험 장비 등을 구축할 계획이다.